# عبد القادر بن عرب
عبد القادر بن عرب من مواليد 1954 بمدينة سطيف هو صحفي وأستاذ جامعي وباحث وروائي صاحب عدة إصدارات حول التاريخ وعلم الاجتماع والأدب على المستوى المغاربي والإفريقي، يعيش بين العاصمة الجزائرية وباريس.
يشغل منصب أستاذ وباحث في الأدب والفلسفة بجامعة السوربون بباريس، من بين اهتماماته التفاعل الثقافي وما بعد الاستعمارية والأدب الأفريقي.

## سيرة
درس المرحلة الابتدائية والثانوية في سطيف، والدراسات العليا في الجزائر العاصمة، ثم في قسنطينة حيث حصل على إجازة في الأدب الفرنسي، قام عبد القادر بن عرب بتدريس الأدب واللغويات في جامعة الحاج الأخضر في باتنة في 1982-1983. 
تم إرساله إلى باريس مستفيدًا من منحة إعارة من وزارة التعليم العالي. ليحصل على دكتوراه في الآداب الفرنسية الحديثة في عام 1994 بجامعة السوربون باريس 4، حيث حاضر في أدب المنفى، بالتعاون مع البروفيسور جان ديجو، كما أنه حاصل على شهادة الماستر في اللغة العربية بجامعة باريس 3، وهي الجامعة التي يشتغل بها كباحث مشارك في مركز الدراسات والبحث المقارن، الذي يديره البروفيسور جان بيسيير، عمل على الهجرة والقضايا التي تؤثر على الهوية واللغات الأم.
هو عضو في جمعية ناس الثقافة وفي الاتحاد الدولي للصحافة الفرنكوفونية. محاضر ومستشار نشر ومدير مشاريع بحثية وينشط مؤتمرات خاصة في فرنسا والجزائر والمغرب ولبنان ودول أخرى حول العالم في مسائل التاريخ والأدب والفلسفة.
ساهم في مجلات: الرجال والهجرة؛ (الفرنسية) التنوع (الفرنسية)؛ فكر جماعي (البلجيكية)، وكذلك مجلات جامعية في المغرب والجزائر.
ساهم في عدة صحف ناطقة بالفرنسية: المجاهد، الوطن، يومية وهران، ريفلكسيون (الجزائرية)؛ لوموند (الفرنسية). كذلك الصحف الناطقة بالعربية: لسان الحر وحوار العرب.

## المنشورات الرئيسية

### المؤلفات
- أصوات المنفى. الهارماتان. 1996. كتاب عن ثقافة الهجرة. مقدمة بقلم جان بيسيير.
- الكلمات. الهارماتان. 1997.رسم توضيحي لجين بيير ريفيست.
- مغاربي فرنسا : من عام 1960 حتى يومنا هذا ولادة مجتمع. بريفات. 2004.كتاب أنتج تحت إشراف مهند خليل بالتعاون مع عبد القادر بن عرب وميشيل كادي وكريستيان لوشون، الذين كانوا ضمن القائمة المختصرة لجائزة الصداقة السابعة والثلاثين الفرنسية العربية.
- فرانتز فانون: رجل القطيعة، باريس، طباعة. الفاباري | السنة = 2010، مقدمة بقلم ليليان كيستلوت.
- معركة سطيف، باريس، الهارمتان، 2011
- الإسلام والهجرة. الهرمتان. 2013.
- الاستعمار والمقاومة، الأنثروبولوجيا الأفريقية والأدب الأفريقي الأمريكي، مقدمة بقلم إل كيستلوت، محرر. الهرماتان، 2017.
- الطب النفسي والمجتمع في الجزائر (تحت الطبع)

### المعاجم
- سليم، جاي، معجم الروائيين الجزائريين، مفترق طرق المسارات، 2018 وسيرج سافران، 2018
- ليب سامي، المجتمع والثقافة في زمن الحرب في "معركة سطيف" لعبد القادر ابن عرب، س / دير. عسري، جامعة الامين الدباغين، 2019.

### مساهمات في مؤلفات جماعية
- الوقت في الفلسفة: زمن الإنسان، في الشهادات ومسارات التحقيق، جمعية الباحثات اللبنانية، بهيثات، المجلد. السابع عشر 2016-2017
- الربيع العربي من وجهة نظر المثقفين العرب، في مؤسسة الفكر العربي، بيروت 2014

### المقدمات
- نَفَسُ الظُهرة، مقاومة جزائرية من 1924 إلى 1962، مقدمة بقلم ابن عراب عبد القادر، مؤلف، بنعلي بوكورت، تحرير لو سكريب / الهرمتان، 2013
- اختبارات عملية في الطب النفسي، مقدمة بقلم ابن عرب عبد القادر، المؤلف، الأستاذ أ. م. علواني، محرر. الهرماتان، 2017.

### مؤلفات شارك في نشرها وترجمتها إلى اللغة العربية
بدعم من وزارة الثقافة الجزائرية:
- فرانس فانون، رجل القطيعة
- معركة سطيف

## مذكرات ومراجع
1. 1 2  "Éditions L'Harmattan - livres, ebooks (édition numérique)". www.editions-harmattan.fr (بالفرنسية). Archived from the original on 2021-09-24. Retrieved 2021-09-28.
2. ↑  peoplepill.com. "About Abdelkader Benarab: Algerian journalist and writer (1954-) | Biography, Facts, Career, Wiki, Life". peoplepill.com (بالإنجليزية الأمريكية). Archived from the original on 2021-09-28. Retrieved 2021-09-28.
3. ↑  "عبد القادر بن عراب يغوص في يوميات الجزائريين في فرنسا في "الإسلام والهجرة"". 17 - 06 - 2013. مؤرشف من الأصل في 2015-04-13. {{استشهاد بخبر}}: تحقق من التاريخ في: |تاريخ= (مساعدة) والوسيط غير المعروف |بواسطة= تم تجاهله يقترح استخدام |عبر= (مساعدة)
4. 1 2  عبد القادر; بن عراب. بول بلتا (ed.). Benarab pdf&hl=fr&sa=X&ved=2ahUKEwj86Zv61K7xAhVHUMAKHYANC7MQuwUwB3oECAsQBw الإسلام والهجرة (بالفرنسية). الهرمتان. p. 5. Archived from Benarab pdf&hl=fr&sa=X&ved=2ahUKEwj86Zv61K7xAhVHUMAKHYANC7MQuwUwB3oECAsQBw#v=onepage&q&f=false the original on 2021-06-24. {{استشهاد بكتاب}}: الوسيط غير المعروف |بواسطة= تم تجاهله يقترح استخدام |عبر= (help), تحقق من قيمة |مسار أرشيف= (help), and تحقق من قيمة |مسار= (help)
5. ↑  عبد القادر بن عرب. Benarab pdf&hl=fr&sa=X&ved=2ahUKEwj86Zv61K7xAhVHUMAKHYANC7MQ6AEwA3oECAkQAg Colonialisme et résistance: Anthropologie africaine et littérature afro (بالفرنسية). الهرمتان. p. 11. Archived from Benarab pdf&hl=fr&sa=X&ved=2ahUKEwj86Zv61K7xAhVHUMAKHYANC7MQ6AEwA3oECAkQAg#v=onepage&q&f=false the original on 2021-06-24. {{استشهاد بكتاب}}: الوسيط غير المعروف |بواسطة= تم تجاهله يقترح استخدام |عبر= (help), تحقق من قيمة |مسار أرشيف= (help), and تحقق من قيمة |مسار= (help)
6. ↑  Mohamed Amine Alouani. Benarab pdf&hl=fr&sa=X&ved=2ahUKEwj86Zv61K7xAhVHUMAKHYANC7MQ6AEwAnoECAUQAg Epreuves pratiques en psychiatrie: QCM, QROC et cas cliniques à l'usage des... باريس75005،فرنسا: الهرمتان. ص. 9. مؤرشف من Benarab pdf&hl=fr&sa=X&ved=2ahUKEwj86Zv61K7xAhVHUMAKHYANC7MQ6AEwAnoECAUQAg#v=onepage&q&f=false الأصل في 2021-06-24. {{استشهاد بكتاب}}: الوسيط غير المعروف |بواسطة= تم تجاهله يقترح استخدام |عبر= (مساعدة)، تحقق من قيمة |مسار أرشيف= (مساعدة)، وتحقق من قيمة |مسار= (مساعدة)صيانة الاستشهاد: مكان (link)
7. ↑  "عبد القادر بن أعراب". 27_02_2011. مؤرشف من الأصل في 2021-06-24. {{استشهاد ويب}}: تحقق من التاريخ في: |تاريخ= (مساعدة)
8. 1 2  Boutebna، N (الجمعة 2 يناير 2009). "Dr Benarab Abdelkader, professeur des universités". مؤرشف من الأصل في 2012-05-13. {{استشهاد بخبر}}: تحقق من التاريخ في: |تاريخ= (مساعدة) والوسيط غير المعروف |بواسطة= تم تجاهله يقترح استخدام |عبر= (مساعدة)
9. ↑  Abdelkader (1 Jan 1995). Les voix de l'exil (بالفرنسية). Editions L'Harmattan. p. 7. ISBN:978-2-296-29644-2. Archived from the original on 2021-09-28.
10. ↑  "Les auteurs qui ont rejoint la SGDL". جمعية الآداب [الإنجليزية]. مؤرشف من الأصل في 2017-08-19. اطلع عليه بتاريخ 24 avril 2013. {{استشهاد ويب}}: تحقق من التاريخ في: |تاريخ الوصول= (مساعدة)
11. ↑  Senoussaoui, Faouzi (novembre 2011). "L'histoire au centre de la fiction : La Bataille de Sétif d'Abdelkader Benarab". Liberté (بالفرنسية). Archived from the original on 2017-08-19. Retrieved 24 avril 2013. {{استشهاد بدورية محكمة}}: تحقق من التاريخ في: |تاريخ الوصول= and |تاريخ= (help)

5. منشورات ابن عرب عبد القادر على موقع Cairn.info

### روابط خارجية
- الموقع الرسمي